# Wyścigowe Samochodowe Mistrzostwa Polski 1957
Sezon 1957 był piątym sezonem Wyścigowych Samochodowych Mistrzostw Polski.
Sezon liczył cztery eliminacje na torach w Warszawie, Gdyni, Bydgoszczy i Częstochowie. Zawody były rozgrywane wyłącznie w kategorii sportowej: powyżej 1600 cm³, do 1600 cm³, do 1300 cm³ oraz do 750 cm³. Punkty przyznawane były sześciu najlepszym kierowcom według klucza 8-6-4-3-2-1,  przy czym do klasyfikacji generalnej liczyły się trzy najlepsze wyniki.

## Zwycięzcy
| Data            | Tor         | Klasa         | Zwycięzca (kierowcy) | Samochód    | Zwycięzca (zespoły)      |
| --------------- | ----------- | ------------- | -------------------- | ----------- | ------------------------ |
| 30 czerwca      | Warszawa    | Pow. 1600 cm³ | Michał Nahorski      | Triumph TR2 | Automobilklub Śląski     |
| 30 czerwca      | Warszawa    | Do 1600 cm³   | Longin Bielak        | SAM-Simca   | Automobilklub Warszawski |
| 30 czerwca      | Warszawa    | Do 1300 cm³   | Longin Bielak        | SAM-Simca   | Automobilklub Warszawski |
| 30 czerwca      | Warszawa    | Do 750 cm³    | Stanisław Kołecki    | SAM-Syrena  | Automobilklub Śląski     |
| 6 października  | Gdynia      | Pow. 1600 cm³ | Michał Nahorski      | Triumph TR2 | Automobilklub Śląski     |
| 6 października  | Gdynia      | Do 1600 cm³   | Longin Bielak        | SAM-Simca   | Automobilklub Warszawski |
| 6 października  | Gdynia      | Do 1300 cm³   | Konstanty Krajewski  | SAM-Simca   | Automobilklub Śląski     |
| 6 października  | Gdynia      | Do 750 cm³    | Stanisław Jabłoński  | SAM-BMW     | Automobilklub Śląski     |
| 13 października | Bydgoszcz   | Pow. 1600 cm³ | Michał Nahorski      | Triumph TR2 | Automobilklub Śląski     |
| 13 października | Bydgoszcz   | Do 1600 cm³   | Konstanty Krajewski  | SAM-Simca   | Automobilklub Śląski     |
| 13 października | Bydgoszcz   | Do 1300 cm³   | Konstanty Krajewski  | SAM-Simca   | Automobilklub Śląski     |
| 13 października | Bydgoszcz   | Do 750 cm³    | Antoni Weiner        | SAM-Triumph | Automobilklub Śląski     |
| 10 listopada    | Częstochowa | Pow. 1600 cm³ | Michał Nahorski      | Triumph TR2 | Automobilklub Śląski     |
| 10 listopada    | Częstochowa | Do 1600 cm³   | Konstanty Krajewski  | SAM-Simca   | Automobilklub Śląski     |
| 10 listopada    | Częstochowa | Do 1300 cm³   | Longin Bielak        | SAM-Simca   | Automobilklub Warszawski |
| 10 listopada    | Częstochowa | Do 750 cm³    | Antoni Weiner        | SAM-Triumph | Automobilklub Śląski     |

## Klasyfikacje generalne
| Legenda oznaczeń w tabelach wyników Wyświetl szablon na nowej stronie | Legenda oznaczeń w tabelach wyników Wyświetl szablon na nowej stronie                                                                     |
| Oznaczenie                                                            | Wyjaśnienie |
| --------------------------------------------------------------------- | --- |
| Złoty                                                                 | Zwycięzca lub mistrzostwo |
| Srebrny                                                               | 2. miejsce lub wicemistrzostwo |
| Brązowy                                                               | 3. miejsce lub II wicemistrzostwo |
| Zielony                                                               | Ukończył, punktował (w klasyfikacji generalnej, gdy zdobył co najmniej jeden punkt na przestrzeni sezonu, poza trzema powyższymi opcjami) |
| Niebieski                                                             | Ukończył, nie punktował (w klasyfikacji generalnej, gdy nie zdobył co najmniej jednego punktu na przestrzeni sezonu)                      |
| Czerwony                                                              | Nie zakwalifikował się (NZ) |
| Czerwony                                                              | Nie prekwalifikował się (NPK) |
| Różowy                                                                | Nie ukończył (NU) |
| Różowy                                                                | Niesklasyfikowany (NS) (w klasyfikacji generalnej, gdy nie został sklasyfikowany w żadnym wyścigu sezonu)                                 |
| Czarny                                                                | Zdyskwalifikowany (DK) |
| Czarny                                                                | Wykluczony (WYK/EX) |
| Biały                                                                 | Nie wystartował (NW) |
| Biały                                                                 | Kontuzjowany (K/INJ) |
| Biały                                                                 | Wyścig odwołany (OD/C) |
| Bez koloru                                                            | Został wycofany (WYC/WD) |
| Bez koloru                                                            | Nie przybył (NP/DNA) |
| Bez koloru                                                            | Nie brał udziału w treningach (NT/DNP) |
| Bez koloru                                                            | Nie został zgłoszony (–) |
| Pogrubienie                                                           | Start z pole position |
| Kursywa                                                               | Najszybsze okrążenie wyścigu |
| †                                                                     | Nie ukończył, ale jego rezultat został zaliczony ze względu na przejechanie więcej niż 90% dystansu wyścigu.                              |
| *                                                                     | Sezon w trakcie |
| 1/2/3                                                                 | Punktowana pozycja w sprincie kwalifikacyjnym                                                                                             |
| Lista systemów punktacji Formuły 1                                    | |

### Klasa pow. 1600 cm³
| Poz. | Kierowca             | Zespół                   | Polska | Polska | Polska | Polska | Punkty |
| ---- | -------------------- | ------------------------ | ------ | ------ | ------ | ------ | ------ |
| 1    | Michał Nahorski      | Automobilklub Śląski     | 1      | 1      | 1      | 1      | 24     |
| 2    | Aleksander Mazurek   | Automobilklub Warszawski | 2      | 2      | 2      |        | 18     |
| 3    | Walerian Waryszewski | Automobilklub Warszawski |        |        | NU     | 2      | 6      |
| 4    | Grzegorz Timoszek    | Automobilklub Warszawski | NU     | 3      |        |        | 4      |
|      | Jan Ripper           | Automobilklub Śląski     |        | NU     |        |        | 0      |

### Klasa do 1600 cm³
| Poz. | Kierowca            | Zespół                   | Polska | Polska | Polska | Polska | Punkty |
| ---- | ------------------- | ------------------------ | ------ | ------ | ------ | ------ | ------ |
| 1    | Longin Bielak       | Automobilklub Warszawski | 1      | 1      | NU     | 2      | 22     |
| 1    | Konstanty Krajewski | Automobilklub Śląski     |        | 2      | 1      | 1      | 22     |
| 3    | Jan Ripper          | Automobilklub Śląski     | 3      | 3      |        |        | 8      |
| 4    | Jan Jagielski       | Automobilklub Warszawski |        | NU     | 2      | NU     | 6      |
| 5    | Zbigniew Cichowski  | Automobilklub Warszawski | 2      |        |        |        | 6      |
| 6    | Julian Haas         | Automobilklub Śląski     |        |        |        | 3      | 4      |

### Klasa do 1300 cm³
| Poz. | Kierowca              | Zespół                   | Polska | Polska | Polska | Polska | Punkty |
| ---- | --------------------- | ------------------------ | ------ | ------ | ------ | ------ | ------ |
| 1    | Longin Bielak         | Automobilklub Warszawski | 1      | 2      |        | 1      | 22     |
| 2    | Konstanty Krajewski   | Automobilklub Śląski     |        | 1      | 1      | NU     | 16     |
| 3    | Emanuel Hajok         | Automobilklub Śląski     | 2      | 3      | 3      | 2      | 16     |
| 4    | Antoni Weiner         | Automobilklub Śląski     |        |        | 2      | 3      | 10     |
|      | Jan Langer            | Automobilklub Śląski     | NU     |        |        |        | 0      |
|      | Stanisław Kołecki     | Automobilklub Śląski     | NU     | NU     |        |        | 0      |
|      | Marian Cichoń         | Automobilklub Śląski     |        | NU     |        |        | 0      |
|      | Stanisław Jabłoński   | Automobilklub Śląski     |        | NU     |        |        | 0      |
|      | Władysław Szulczewski | Automobilklub Śląski     |        | NU     |        |        | 0      |

### Klasa do 750 cm³
| Poz. | Kierowca              | Zespół               | Polska | Polska | Polska | Polska | Punkty |
| ---- | --------------------- | -------------------- | ------ | ------ | ------ | ------ | ------ |
| 1    | Antoni Weiner         | Automobilklub Śląski | NU     | NU     | 1      | 1      | 16     |
| 2    | Emanuel Hajok         | Automobilklub Śląski | 3      |        | 2      | 2      | 16     |
| 3    | Władysław Szulczewski | Automobilklub Śląski | 2      | 2      |        | NU     | 12     |
| 4    | Stanisław Jabłoński   | Automobilklub Śląski |        | 1      | NU     | NU     | 8      |
| 5    | Stanisław Kołecki     | Automobilklub Śląski | 1      | NU     |        |        | 8      |
| 6    | Marian Cichoń         | Automobilklub Śląski |        | 3      | NU     |        | 4      |
| 7    | Jan Langer            | Automobilklub Śląski |        |        |        | 3      | 4      |
| 8    | Karol Zając           | Automobilklub Śląski |        |        | 3      |        | 4      |